# Микитівський район

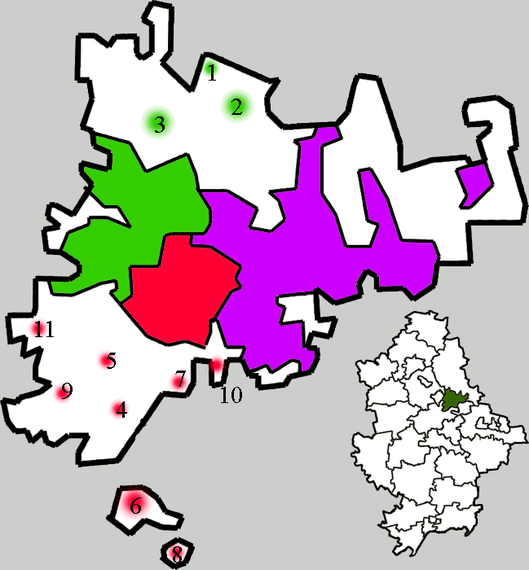
Адміністративний устрій території Горлівської міськради:

Мики́тівський район Горлівки — на північному заході міста Горлівка.
Адміністративно підпорядковані:
- Гольмівська селищна рада
- Зайцівська селищна рада

## Населення
За даними перепису 2001 року населення району становило 70 474 особи.

### Мовний склад
Рідна мова населення за даними перепису 2001 року:
| Мова       | Чисельність, осіб | Доля     |
| ---------- | ----------------- | -------- |
| Українська | 8 539             | 12,12 %  |
| Російська  | 61 562            | 87,35 %  |
| Інше       | 373               | 0,53 %   |
| Разом      | 70 474            | 100,00 % |

## Визначні пам'ятки
- Палац культури залізничників,
- Свято-Покровський храм, Казанський храм.
- Міські лікарні № 5, № 8,
- Палац культури шахти імені Н. А. Ізотова (вул. Черняховського)
- Бульвар імені космонавтів Волкових (ж\м Будівельників)

## Житлові масиви
- Микитівка,
- Бесарабка,
- Стальзбут,
- Поштове,
- Комсомольськ,
- Ртутне,
- Залізний Яр,
- Гагаріна,
- Комарова,
- Будівельників,
- Мічуріна,
- Шахта 6-7,
- Майорськ
- Зайцеве,
- Гольма.

## Основні автомагістралі
- Артемівське шосе
- Микитівське шосе
- вул. Академіка Корольова
- вул. Корнейчука
- вул. Гольмівська
- вул. 40 років Жовтня
- вул. 60 років Утворення СРСР
- вул. Казарцева генерала
- вул. Жукова Г. К. маршала
- бульвар імені космонавтів Волкових (ж\м Будівельників)
- вул. Оленіна
- вул. Рум'янцева
- вул. Ртутна
- вул. Вознесенська
- вул. Болотникова
- вул. Гірничопромислова
- вул. Черняховського
- вул. Жирний Яр
- вул. Галілея
- вул. Донбаська
- вул. Леніна
- вул. 60 років СРСР
- вул. Алфавітна
- пров. Алфавітний
- вул. Бетховена
- вул. Жлоби Дмитра
- вул. Дубиніна Володі
- пров. Кірова
- вул. Чорна Водокачка
- вул. Іванової Н.
- вул. Коричева А. В.
- вул. Карпенко
- вул. Констанинова А.

## Промислові підприємства
- Микитівський ртутний комбінат, ТОВ «Микитртуть»,
- Шахта імені К. Румянцева, Калінінський район, але шахтне поле проходить по території Микитівського району
- Шахта імені Юрія Гагаріна «Артемвугілля»,
- Шахта «Комсомолець» (вул. Куйбишева)
- ШБУ-7 (вул. Плеханова)
- Шахта імені Ізотова (вул. Гірничопромислова)
- Микитівський алебастровий завод (смт Зайцеве, вул. Грозненська, 1а)
- Канал Сіверський Донець — Донбас.

## Міський транспорт
- тролейбус:
  - 4 станція Микитівка — Житловий масив Будівельників (через Калінінський і Центрально-Міський райони Горлівки)
- автобуси, маршрутні таксі

## Залізничні станції й зупинки
- Станції:
- Станція Микитівка;
- Майорська.
- зупинні пункти:
- Териконна;
- Експресна;
- Гольмівська.

## Війна на сході України
1 листопада 2014-го року відбувся бій під селищем Майорське, що знаходиться в північно-західній частині Горлівки — під прикриттям туману російська ДРГ підібралась близько до українського блокпоста та відкрила вогонь зі стрілецької зброї й мінометів. Солдат 57-ї бригади Сергій Хрипунов в бою зазнав важких поранень, від яких на другий день помер. 10 лютого 2015-го загинули в Микитівському районі на блокпосту в часі атаки російських збройних формувань — не здалися в полон, свідомо вибравши смерть в бою старший матрос Ігіт Гаспарян та сержант Вадим Харті. 7 червня 2016-го в бою зазнав поранення 1 український вояк.
18 липня між Зайцевим та Майорськом загинув боєць 53-ї бригади, доброволець золочів'янин Олександр Швець.